# 直穗鹅观草
直穗鹅观草（学名：Roegneria turczaninovii）是一种禾本科植物。这种植物分布于中国的东北、内蒙古、河北、山西、陕西、新疆等省区；此外，蒙古、俄罗斯西伯利亚也有。